# Kovacsik Tamás (zenész)
Kovacsik Tamás (Vác, 1979. augusztus 27. –) Máté Péter-díjas magyar zenész, az Ismerős Arcok zenekar dobosa.

## Élete
Gödön él, negyedik generációs alsógödi. Édesapja, idősebb Kovacsik Tamás önkormányzati képviselő volt, édesanyja óvónő.
Az általános iskolát Gödön a Huzella Tivadar általános iskolában végezte. Az Újpesti Műszaki Szakközépiskolában érettségizett, majd ugyanitt technikusi képesítést szerzett. Tanulmányait a Póka Egon által alapított Kőbányai Zenei Stúdióban folytatta, ahol előbb Tobola Csaba, majd Solti János volt a tanára. Közben felvételt nyert a Szent István Egyetem Gépészmérnöki Karára. A következő évet az Egyesült Államokban töltötte, innen visszatérve zenei tanulmányait megszakította. 2003-ban gépészmérnökként diplomázott a Szent István Egyetemen. Tanulmányait a Pázmány Péter Katolikus Egyetem Bölcsészettudományi Karán folytatta, ahol 2008-ban végzett kommunikáció szakon.
11 éves korában talált egy régi cintányért a padláson, innen datálódik érdeklődése a dobok iránt. 13 éves korától tanul dobolni Donászy Tibortól, aki akkor az Edda Művek dobosa volt. 2002-től az Ismerős Arcok zenekar tagja, ahol Tóth Mihályt váltotta a doboknál. Kisebb helyi blues zenekarokkal is gyakran színpadra lép.
Kovacsik Tamás a megálmodója - és  Németh Andrással az alapítója - a gödi helytörténeti kutatásként működő, régi, archív fotókat digitálisan rendszerező és bemutató Gödi Digitális Fotóarchívumnak.
Házas, két gyermek édesapja.

## Diszkográfia

### Ismerős Arcok
- Egy a hazánk (2003)
- Mennyit ér? (2004)
- Szélbe kiáltok (2005)
- MOM Lemezbemutató koncert (2006)
- Éberálom (2007)
- Nyerges Attila: Ismeretlen Ismerős – valamint egy nem túl hangos könyv (2008)
- Magyar cirkusz (2008)
- Lélekvesztő (2009)
- Simó József és az Ismerős Arcok zenekar: Építsünk hidat (2010)
- Határon túlról, szívektől innen (2011)
- Kerítést bontok (2012)
- Ezer évnek egy reménye (2013)
- Tizenöt év gondolatban és dalban – zenész barátokkal (2014)
- Tizenöt év dalokban és mozgó képekben (2014)
- Csak a zene! (2015)
- Csak a szöveg! (2017)
- Egy vérből valók vagyunk (2019)
- Utolsó (2022)